# 小川順之助
小川 順之助（おがわ じゅんのすけ、1883年（明治16年）11月13日 - 1961年（昭和36年）6月23日）は、関東庁官僚。大連市長。

## 経歴
東京府に郡会議員小川弥次郎の子として生まれる。1911年（明治44年）、東京帝国大学法科大学政治科を卒業。長野県庁内務部勤務、岩手県東磐井郡長、同下閉伊郡長、大阪府理事官を務めた。1919年（大正8年）、関東都督府参事官・事務官に転じ、関東庁参事官・事務官、長官官房文書課長、大連民政署長事務取扱、内務局地方課長、同殖産課長などを歴任し、勅任官の待遇を受けた。
1930年（昭和5年）に退官し、翌年に大連市長に就任した。その後、関東州天津貿易斡旋所長、同北支貿易斡旋所長を経て、関東州薬工品株式会社社長を務めた。

## 親族
- 粕谷義三 - 妻の父[1]。衆議院議長。